# 浅堀航平
浅堀 航平（あさほり こうへい、1994年2月3日 - ）は、日本の元ラグビーユニオン選手。

## プロフィール
- 京都府出身[1]。
- ポジションはプロップ(PR)。
- 身長 185cm、体重 120kg
- 日本代表キャップは2。（2017年6月現在）
- U19日本代表[2]やU20日本代表[3]に選ばれたことがある。

## 略歴
2012年、京都成章高校卒業後、帝京大学に入学する。なお京都成章高校時代、高校日本代表に選ばれたことがある。
2016年、帝京大学卒業後、トヨタ自動車ヴェルブリッツに加入。同年8月27日に行われたジャパンラグビートップリーグ第1節の豊田自動織機シャトルズ戦にて途中出場で公式戦初出場を果たす。
2017年2月にはスーパーラグビーサンウルブズのメンバーに追加招集され、同年4月22日に行われたアジアラグビーチャンピオンシップ2017韓国戦にて途中出場で日本代表初キャップを獲得した。
2020年、現役を引退した。